# Segunda División Peruana 1998
La Segunda División Peruana 1998 fue la 46ª edición del torneo de ascenso homónimo. Para ese año el número de participantes se vio reducido a 11 equipos. A los 9 elencos que conservaron la categoría en la Temporada 1997 se unieron solo 2 equipos: Alcides Vigo -descensorista del Campeonato Descentralizado 1997-, y Virgen de Chapi, ascendido de la Copa Perú. En tanto Deportivo UPAO - subcampeún de la Copa Perú 1997- que debía ser el 12 equipo, declinó de participar en el certamen.
Al término de la temporada, Hijos de Yurimaguas se consagró campeón y se clasificó al Play off de ascenso donde fue derrotado por Deportivo Municipal. Por otro lado, para definir el equipo que perdía la categoría se jugó un partido de desempate luego del cual descendió Deportivo Zúñiga.
Fue el segundo título en segunda división para Hijos de Yurimaguas, el primer campeonato lo ganó en 1990.

## Tabla de posiciones
| Puesto | Equipo              | J  | G | E | P | GF | GC | DG | PTS. |
| ------ | ------------------- | -- | - | - | - | -- | -- | -- | ---- |
| 1      | Hijos de Yurimaguas | 10 | 7 | 0 | 3 | 14 | 8  | 6  | 21   |
| 2      | Alcides Vigo        | 10 | 6 | 2 | 2 | 15 | 6  | 9  | 20   |
| 3      | Deportivo AELU      | 10 | 5 | 4 | 1 | 15 | 6  | 9  | 19   |
| 4      | Meteor-Junín        | 10 | 5 | 2 | 3 | 9  | 10 | -1 | 17   |
| 5      | Guardia Republicana | 10 | 5 | 0 | 5 | 9  | 10 | -1 | 15   |
| 6      | Sport Agustino      | 10 | 3 | 3 | 4 | 14 | 12 | 2  | 12   |
| 7      | Bella Esperanza     | 10 | 3 | 2 | 5 | 9  | 14 | -5 | 11   |
| 8      | Unión Huaral        | 10 | 3 | 2 | 5 | 9  | 16 | -7 | 11   |
| 9      | América Cochahuayco | 10 | 2 | 4 | 4 | 11 | 14 | -3 | 10   |
| 10     | Virgen de Chapi     | 10 | 2 | 2 | 6 | 10 | 16 | -6 | 8    |
| 11     | Deportivo Zúñiga    | 10 | 1 | 5 | 4 | 8  | 11 | -3 | 8    |

Fuente: RSSSF
|  | Play Off de ascenso |
|  | Descendido          |

## Resultados
| Local \ Visitante   | AELU | AVI | AME | BES | ZUÑ | GR  | HIJ | MET-MET | SAG | HUA | VCH |
| ------------------- | ---- | --- | --- | --- | --- | --- | --- | ------- | --- | --- | --- |
| AELU                |      | 1–1 | 2–2 | 4–0 | —   | —   | 3–0 | 0–0     | 1–0 | 1–0 | 1–2 |
| Alcides Vigo        | —    |     | 1–0 | 1–0 | —   | 0–1 | —   | 4–0     | —   | —   | 2–1 |
| América Cochahuayco | —    | —   |     | —   | 2–1 | 1–0 | —   | —       | —   | —   | —   |
| Bella Esperanza     | —    | —   | 2–2 |     | —   | 0–1 | —   | 2–0     | —   | —   | —   |
| Deportivo Zúñiga    | 0–0  | 1–1 | —   | 2–1 |     | —   | —   | —       | —   | 2–2 | 1–2 |
| Guardia Republicana | 1–2  | —   | —   | —   | 2–1 |     | 0–2 | —       | —   | —   | 2–1 |
| Hijos de Yurimaguas | —    | 1–0 | 3–0 | 2–0 | 1–0 | —   |     | 1–2     | —   | —   | 2–0 |
| Meteor-Junín        | —    | —   | 1–0 | —   | 0–0 | 0–2 | —   |         | 2–1 | 2–0 | 2–0 |
| Sport Agustino      | —    | 0–2 | 3–2 | 2–2 | 0–0 | 1–0 | 1–2 | —       |     | 5–0 | —   |
| Unión Huaral        | —    | 1–3 | 0–0 | 0–1 | —   | 2–0 | 1–0 | —       | —   |     | —   |
| Virgen de Chapi     | —    | —   | 1–1 | 0–1 | —   | —   | —   | —       | 1–1 | 2–3 |     |

## Definición del descenso
|  | Virgen de Chapi | 3:3 | Deportivo Zúñiga |  |  |

| Tanda de penales |  |     |
|                  |  | 6:5 |

## Revalidación
Se jugó entre el equipo que finalizó en penúltimo lugar del Campeonato Descentralizado 1998 (Deportivo Municipal) y el campeón de la Segunda División (Hijos de Yurimaguas). El ganador fue Deportivo Municipal que de esta forma mantuvo la categoría.
| 20 de diciembre de 1998 | Deportivo Municipal                 | 4:1 | Hijos de Yurimaguas | Estadio Nacional, Lima |  |
|                         | Baroni 34' 100' 113' Maldonado 119' |     | Rodríguez 64'       |                        |  |